# 马尔西耶拉乌勒
马尔西耶拉乌勒（法語：Marcillé-Raoul，法語發音：[maʁsije ʁaul]）是法国伊勒-维莱讷省的一个市镇，属于富热尔-维特雷区。

## 地理
马尔西耶拉乌勒（48°23'13"N, 1°36'21"W）面积22.41 平方千米，位于法国布列塔尼大區伊勒-维莱讷省，该省份为法国西北部沿海省份，位于布列塔尼半岛东部，北濒大西洋，西接阿摩尔滨海省和莫尔比昂省，南至大西洋卢瓦尔省，西南端接曼恩-卢瓦尔省，东临马耶讷省，东北与芒什省接壤。
与马尔西耶拉乌勒接壤的市镇（或旧市镇、城区）包括：巴祖日拉佩鲁斯、丹热、凡镇、努瓦亚勒苏巴祖日、圣莱热德普雷、圣雷米迪普兰、布列塔尼地区桑斯。
马尔西耶拉乌勒的时区为UTC+01:00、UTC+02:00（夏令时）。

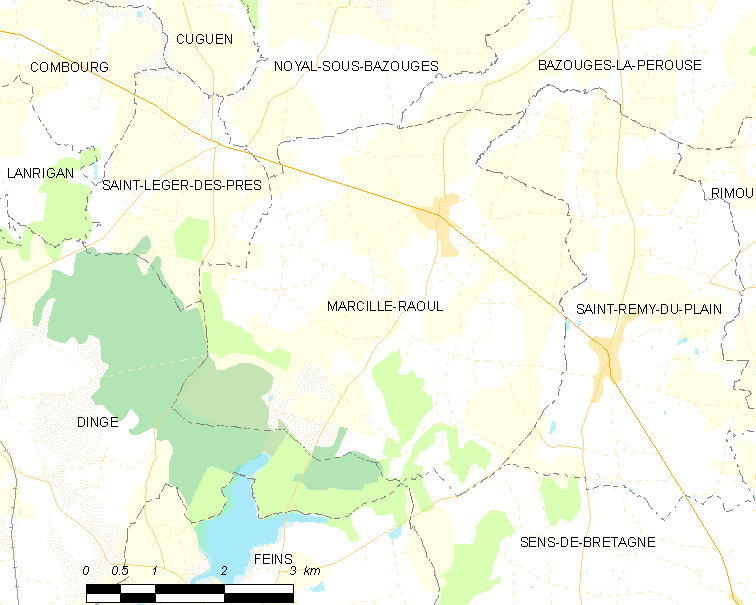
马尔西耶拉乌勒的OSM定位图

## 行政
马尔西耶拉乌勒的邮政编码为35560，INSEE市镇编码为35164。

## 政治
马尔西耶拉乌勒所属的省级选区为瓦勒库埃农县。

## 人口

1962-2008年间马尔西耶拉乌勒人口变化图示

马尔西耶拉乌勒于2022年1月1日时的人口数量为737人。